# هنري مولر
هنري مولر (بالألمانية: Henry Müller)‏ (12 أغسطس 1896 هامبورغ ألمانيا - 8 سبتمبر 1982) هو لاعب كرة قدم ألماني سابق كان يلعب كمدافع.

## روابط خارجية
- هنري مولر على موقع قاعدة بيانات كرة القدم.إي يو (الإنجليزية)
- هنري مولر على موقع بيانات كرة القدم. دي إي (الألمانية)
- هنري مولر على موقع ناشيونال فوتبول تيمز (الإنجليزية)
- هنري مولر على موقع عالم كرة القدم.نت (الإنجليزية)